# Bát nạn
Bát nạn (zh. bānán 八難, ja. hachinan, sa. aṣṭāvakṣanā), là tám trường hợp chướng nạn, cũng gọi là Bát vô hạ tức tám nơi không nhàn rỗi. Tám trường hợp này vẫn có thể xảy ra trên con đường đạt giác ngộ của một tu sĩ. Theo quyển 36 kinh Tăng nhất A-hàm, có đề cập đến bát nạn như sau:
1. Địa ngục (zh. 地獄, sa. naraka)
2. Súc sinh (zh. 畜生, sa. tiryañc)
3. Ngạ quỷ (zh. 餓鬼, sa. preta)
4. Trường thọ thiên (zh. 長壽天, sa. dīrghāyurdeva), là cõi trời thuộc sắc giới với thọ mệnh cao. Thọ mệnh cao cũng là một chướng ngại vì nó làm mê hoặc hành giả, làm hành giả dễ quên những nỗi khổ của sinh lão bệnh tử trong Luân hồi mà không chịu thức ngộ.
5. Biên địa (zh. 邊地, sa. pratyantajanapāda), là những vùng xa xôi nơi trung tâm, không thuận tiện cho việc gặp hoặc tu học chính pháp.
6. Căn khuyết (zh. 根缺, sa. indriyavaikalya), không có đủ giác quan hoặc các giác quan bị tật nguyền như mù, câm, điếc.
7. Tà kiến biện thông (zh. 雅見, sa. mithyādarśana), những kiến giải sai lệch, bất thiện nhưng lại trôi chảy đầy uỷ mị ma lực.
8. Như Lai bất xuất sinh (zh. 如來不出生, sa. tathāgatānām anutpāda), nghĩa là sinh sống trong thời gian không có Phật hoặc giáo pháp của Phật hiển hiện.

Người may mắn không sinh vào tám nạn đó hãy lo tinh tấn tránh để vọng tâm vào nơi chướng nạn. Do đó ai được sinh làm người đầy đủ túc căn cũng là một cơ hội có đủ nhân duyên để tu tập.